# Nivala
Nivala je město a stejnojmenná obec ve Finsku v provincii Severní Pohjanmaa. Počet obyvatel obce je 10 962 (2007), rozloha 538,3 km² (z toho 9,15 km² připadá na vodní plochy). Hustota zalidnění je pak 20,7 obyv./km². Z Nivaly pocházel čtvrtý finský prezident Kyösti Kallio.
Obec je finskojazyčná.

## Vesnice
Sarjankylä, Välikylä, Padinki, Paloperä, Haikara, Ruuskankylä, Jokikylä, Koskenperä, Ypyä, Haapaperä, Aittoperä, Ahde, Järvikylä, Karvoskylä, Maliskylä, Nivala, Pahkakylä, Erkkilä, Töllinperä, Makola, Vilkuna